# ザジフィルムズ
株式会社ザジフィルムズ（英語表記：ZAZIE FILMS,INC.）は、東京都目黒区の映画会社。主な業務は、外国映画の輸入・配給である。

## 歴史
- 1989年10月 会社設立。劇場未公開作品のライセンシングをメインに業務をスタート
- 1992年11月 第1回劇場配給作品 『アフター・ダーク（ジェイムズ・フォリー）
- 1994年11月 提供作品 『ストリーマーズ〜若き兵士の物語〜（ロバート・アルトマン/日本ヘラルド映画配給）

## 配給作品

### 1997年
- アニエス・ヴァルダ『幸福』

### 1998年
- ジャン＝リュック・ゴダール『女は女である』『中国女』『男性・女性』
- レミ・デュシュマン『ア・ラ・モード』

### 1999年
- クロード・シャブロル『いとこ同志』『美しきセルジュ』
- ジャン・ルノワール『フレンチカンカン』
- クリス・マルケル『ラ・ジュテ』
- ジャン＝リュック・ゴダール『未来展望』
- DARIO ARGENTO AESTHETICS OF BLOOD ダリオ・アルジェント/鮮血の美学（特集上映）

### 2000年
- ファンタスティック・アニメ・コレクション（特集上映）
- ジャック・ドワイヨン『小さな赤いビー玉』

### 2001年
- メル・ブルックス『プロデューサーズ』
- 浅田彰セレクション/若者よ、目覚めよ! （特集上映）
- ベニト・サンブラノ『ローサのぬくもり』
- チャック・ワークマン『ビートニク』
- スティーヴン・ソダーバーグ『スキゾポリス』『グレイズ・アナトミー』

### 2002年
- アニエス・ヴァルダ『落穂拾い』
- ジャン＝ピエール・シナピ『ナショナル７』
- ジャン＝リュック・ゴダール『ゴダールのマリア』『パッション』『彼女について私が知っている二、三の事柄』『恋人のいる時間』
- アンヌ＝マリー・ミエヴィル『マリアの本』

### 2003年
- アンドレイ・タルコフスキー『ノスタルジア』
- アニエス・ヴァルダ『落穂拾い・二年後』
- ジャック・タチフィルム・フェスティバル（特集上映）
- フェデリコ・フェリーニ映画祭（特集上映）

### 2004年
- ロネ・シェルフィグ『幸せになるためのイタリア語講座』
- ディエゴ・ラーマン『ある日、突然。』
- デヴィッド・リンチ『エレファント・マン』

### 2005年
- マルセル・カルネ『天井桟敷の人々』
- 路学長『わが家の犬は世界一』
- 竹中直人『サヨナラCOLOR』
- ジョン・ダラガン『ブコウスキー：オールドパンク』
- 『パリところどころ』

### 2006年
- ジャンニ・アメリオ『家の鍵』
- ダンカン・タッカー『トランスアメリカ』

### 2007年
- スティーヴン・オカザキ『ヒロシマナガサキ』

### 2008年
- フェデリコ・フェリーニ『8 1/2』
- テンギズ・アブラゼ『懺悔』

### 2009年
- ピエール・ショレール『ベルサイユの子』
- ルイ・マル『地下鉄のザジ』
- アニエス・ヴァルダ『アニエスの浜辺』

### 2010年
- ルイ・マル『死刑台のエレベーター』ニュープリント版